# Al-Merreikh SC Omdurman
L'Al-Merreikh SC Omdurman (àrab: نادي المريخ السوداني, Nādī al-Mirrīẖ as-Sūdānī, ‘Club Sudanès de Mart’) és un club de futbol sudanès de la ciutat d'Omdurman. Al-Merreikh és el nom àrab del planeta Mart.

## Història
L'Al-Merreikh fou fundat com Sport Club of Al-Masalma l'any 1908 per joves del districte d'Al-Masalam a Omdurman i fou reanomenat Al-Merreikh el 1927. Fou el campió del primer campionat de futbol de Sudan el 1934. L'uniforme original del club era negre, canviant més tard al vermell i groc.

## Palmarès
- Lliga sudanesa de futbol[2]
  - 1970, 1971, 1972, 1973, 1974, 1975, 1977, 1978, 1982, 1985, 1990, 1993, 1997, 2000, 2001, 2002, 2008, 2011, 2013, 2015, 2018–19
- Copa sudanesa de futbol[3]
  - 1963, 1970, 1971, 1972, 1974, 1983, 1984, 1985, 1986, 1988, 1991, 1992, 1994, 1996, 2001, 2005, 2006, 2007, 2008, 2010, 2012, 2013, 2014, 2015, 2018
- Lliga de Khartum de futbol:
  - 1953-54, 1955-56, 1961-62, 1965-66, 1967-68, 1971-72, 1972-73, 1978-79, 1980-81, 1982-83, 1984-85, 1985-86, 1990-91, 1991-92, 1992-93, 1995-96, 1996-97
- Copa CECAFA de clubs:
  - 1986, 1994, 2014
- Recopa africana de futbol: 
  - 1989

## Presidents
Presidents des de 1927.
| - Khaled Abdullah - Sulaiman Atabani - Mohammed Khair Ali - Mohammed Ali Bakhiet - Yousif Omer Agha - Mohammed Bashier Fourawy - Mohammed Sherrief Ahmed |  | - Ishag Shadad - Dr.Mohammed Saeed Bayiomy - Bashier Hassan bashier - Ibrahim Mohammed Ahmed - Fahmy Sulaiman - Yousif Abusamra - Abdulrahim Osman Saleh |  | - Dr.Mohammed Alfatih - Badawy mohammed Osman - Awad Abuzeid - Abdulrahman Shakhour - Mahadi Alfaki - Hassan Abu-ala'ila - Fouad Altoum |  | - Abdulaziz Shiddou - Khalid Hassan Abbas - Abdulhamid Haggoug - Mahil Abu Ginna - Dr.Tag Alsir Mahgoub - Mohammed Eliyas mahgoub - Gamal alwali |

## Entrenadors destacats
| Entrenador      | Nacionalitat |
| --------------- | ------------ |
| Mansour Ramadan | Sudanese     |
| John Manang     | English      |
| Sayed saleem    | Sudanese     |
| Arnest Ruder    | German       |
| Ahmed Rifaat    | Egyptian     |
| Mr Marco        | Brazilian    |
| Kreso Senad     | Bosnian      |
| *Mahmoud Saad   | Egyptian     |
| Mr Branco       | Serbian      |
| Mohammed Omer   | Egyptian     |
| Otto Pfister    | German       |